# Подгорное (Иссык-Кульская область)
Подгорное (кирг. Подгорное) — село в Джети-Огузском районе Иссык-Кульской области Кыргызстана. Входит в состав Оргочорского аильного округа. Код СОАТЕ — 41702 210 845 04 0

## Население
По данным переписи 2022 года, в селе проживало 1 029 человек.